# Minamikyūshū

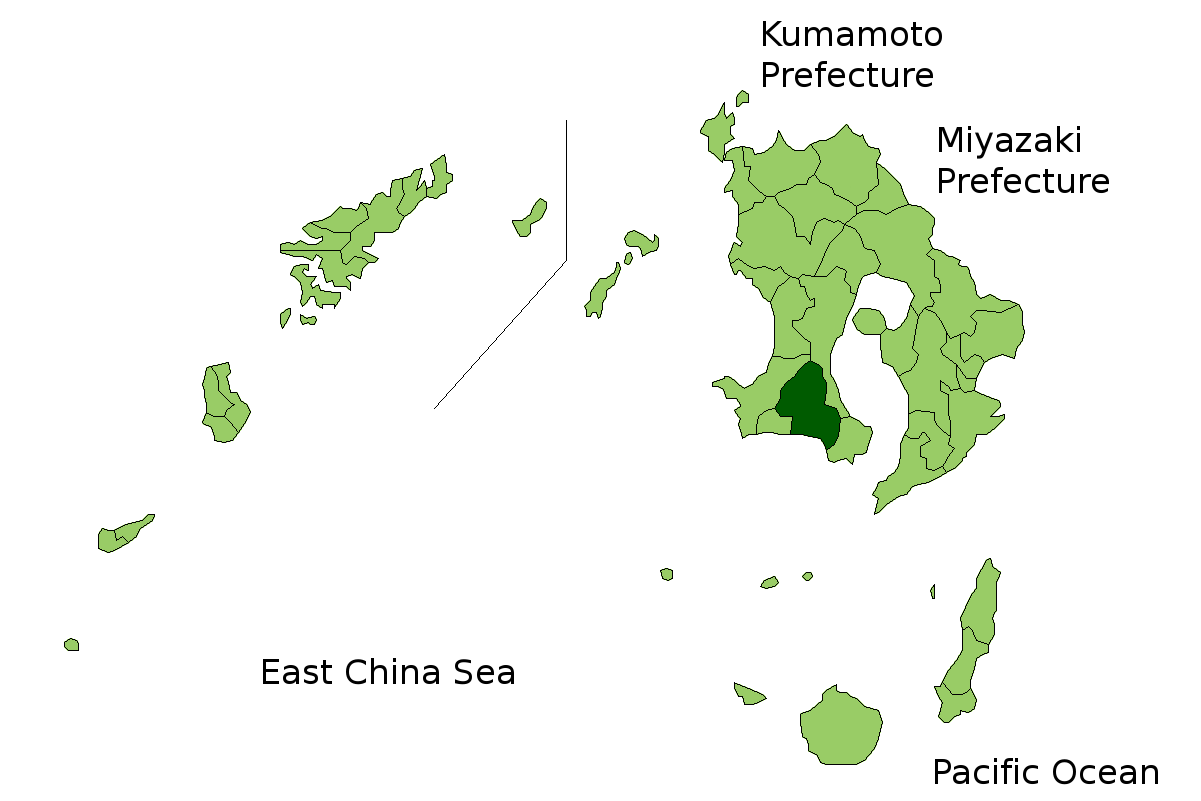

Minamikyūshū (南九州市 Minamikyūshū-shi?) este un municipiu din Japonia, prefectura Kagoshima. A fost creat la 1 decembrie 2007 prin comasarea orașului Ei din districtul Ibusuki cu orașele Chiran și Kawanabe din districtul Kawanabe.